# Lijst van rijksmonumenten in Noordgouwe
De plaats Noordgouwe telt 23 inschrijvingen in het rijksmonumentenregister. Hieronder een overzicht.
| Object                                                                  | Oorspronkelijke functie?  | Bouwjaar                   | Architect | Locatie               | Coördinaten?                  | Nr.?   | Afbeelding                                                              |
| ----------------------------------------------------------------------- | ------------------------- | -------------------------- | --------- | --------------------- | ----------------------------- | ------ | ----------------------------------------------------------------------- |
| Driekoningenkerk                                                        | Kerk en kerkonderdeel     | 1462                       |           | Ring 1                | 51° 41' 38" NB, 3° 56' 19" OL | 11186  | Meer afbeeldingen                                                       |
| Toren van de Driekoningenkerk                                           | Kerk en kerkonderdeel     | tweede kwart 16e eeuw      |           | Ring 1                | 51° 41' 38" NB, 3° 56' 19" OL | 11187  | Meer afbeeldingen                                                       |
| Dorpshuis met langsgevel aan de straat                                  | Woonhuis                  | ca. 1860                   |           | Ring 2                | 51° 41' 37" NB, 3° 56' 17" OL | 11188  | Dorpshuis met langsgevel aan de straat                                  |
| Pastorie                                                                | Woonhuis                  | 1870                       |           | Ring 3                | 51° 41' 37" NB, 3° 56' 17" OL | 11189  | Pastorie                                                                |
| Huis met gepleisterde tuitgevel                                         | Woonhuis                  | 18e/19e eeuw               |           | Ring 5                | 51° 41' 38" NB, 3° 56' 17" OL | 11190  | Huis met gepleisterde tuitgevel                                         |
| Huis met geverfde tuitgevel                                             | Woonhuis                  | 18e/19e eeuw               |           | Ring 7                | 51° 41' 38" NB, 3° 56' 17" OL | 11191  | Huis met geverfde tuitgevel                                             |
| Huis met zadeldak en langsgevel aan de straat                           | Woonhuis                  | 18e eeuw                   |           | Ring 19               | 51° 41' 38" NB, 3° 56' 21" OL | 11192  | Huis met zadeldak en langsgevel aan de straat                           |
| Huis met gecombineerde top- en dwarsgevel                               | Werk-woonhuis             | 19e eeuw                   |           | Ring 21               | 51° 41' 38" NB, 3° 56' 22" OL | 11193  | Huis met gecombineerde top- en dwarsgevel                               |
| Eenvoudig dorpshuisje met langsgevel aan de straat                      | Woonhuis                  | 18e eeuw                   |           | Ring 24               | 51° 41' 37" NB, 3° 56' 21" OL | 11194  | Eenvoudig dorpshuisje met langsgevel aan de straat                      |
| Ombouwd pandje met bepleisterde topgevel aan de straat                  | Woonhuis                  | 19e/20e eeuw               |           | Ring 25               | 51° 41' 37" NB, 3° 56' 21" OL | 11195  | Upload foto                                                             |
| Groot pand in L-vorm                                                    | Woonhuis                  | kern 18e of begin 19e eeuw |           | Ring 26               | 51° 41' 37" NB, 3° 56' 21" OL | 11196  | Groot pand in L-vorm                                                    |
| Eenvoudig dorpshuis, nok evenwijdig aan de rooilijn, gepleisterde gevel | Woonhuis                  | 1764                       |           | Ring 27               | 51° 41' 36" NB, 3° 56' 21" OL | 11197  | Eenvoudig dorpshuis, nok evenwijdig aan de rooilijn, gepleisterde gevel |
| Boerenhuis met langsgevel aan de straat                                 | Woonhuis                  | 18e eeuw                   |           | Ring 30               | 51° 41' 36" NB, 3° 56' 19" OL | 11198  | Boerenhuis met langsgevel aan de straat                                 |
| Huis met geverfde tuitgevel                                             | Woonhuis                  | 18e eeuw                   |           | Ring 31               | 51° 41' 36" NB, 3° 56' 18" OL | 11199  | Huis met geverfde tuitgevel                                             |
| Huis met geverfde tuitgevel                                             | Woonhuis                  | 18e eeuw                   |           | Ring 32               | 51° 41' 36" NB, 3° 56' 18" OL | 11200  | Upload foto                                                             |
| Verdiepingloos bepleisterd boerenhuis onder schilddak                   | Woonhuis                  | 1855                       |           | Donkereweg 25         | 51° 40' 43" NB, 3° 56' 28" OL | 11201  | Upload foto                                                             |
| Eenvoudig dorpshuis met langsgevel aan de Heereweg                      | Werk-woonhuis             | 18e/19e eeuw               |           | Heereweg 1            | 51° 41' 36" NB, 3° 56' 17" OL | 11202  | Upload foto                                                             |
| Pottere Hofjes                                                          | Sociale zorg, liefdadigh. | 1651                       |           | Heereweg 19-27        | 51° 41' 36" NB, 3° 56' 4" OL  | 11203  | Meer afbeeldingen                                                       |
| Oude Molenwerf                                                          | Boerderij                 | 1700                       |           | Heereweg 28           | 51° 41' 38" NB, 3° 55' 45" OL | 11204  | Meer afbeeldingen                                                       |
| Rozegaard                                                               | Boerderij                 | 18e eeuw                   |           | Kloosterweg 6         | 51° 41' 18" NB, 3° 56' 7" OL  | 11205  | Meer afbeeldingen                                                       |
| Fors pand met lijstgevel aan de straat                                  | Woonhuis                  | ca. 1880                   |           | Oosterweegje 2        | 51° 41' 36" NB, 3° 56' 21" OL | 11206  | Fors pand met lijstgevel aan de straat                                  |
| Begraafplaats en dubbel ijzeren toegangshek                             | Begraafplaats en -onderdl | ca. 1860                   |           | Heereweg tegenover 10 | 51° 41' 34" NB, 3° 56' 10" OL | 496808 | Upload foto                                                             |
| Willem III                                                              | Industrie                 | 1863                       |           | Zuid Bosweg 1         | 51° 41' 38" NB, 3° 55' 56" OL | 496814 | Meer afbeeldingen                                                       |